# Himalaya (single de Jennifer Rostock)
Himalaya é o terceiro single da banda Jennifer Rostock e também o terceiro single do álbum Ins offene Messer.	
O single conta também com uma nova música, "Keine Nacht" (do alemão, Nenhuma noite).
Obteve o 85º lugar nas paradas de sucesso da Alemanha.

## Vídeo
O vídeo de Himalaya começa com Jennifer Weist desacordada e amarrada no chão de uma Floresta, ela consegue se libertar e descobre que está sendo vigiada, segue por um caminho até uma cidade destruindo todas as câmeras de vigilância no caminho.Já na cidade está caminhando em uma rua, pedestres passam por esbarrando nela como se ela fosse uma desconhecida,Enquanto isso a banda está tocando na sala da central de vigilância.Ela consegue entrar no local e quando entra na sala, a banda consegue escapar.

## Faixas[3]
| N.º            | Título                                        | Compositor(es)                         | Duração |  |
| 1.             | "Himalaya" (Radio Version)                    | Jennifer Weist, Johannes Walter Müller | 3:32    |  |
| 2.             | "Keine Nacht"                                 | Jennifer Weist, Johannes Walter Müller | 3:17    |  |
| 3.             | "Wer hätte das gedacht"                       | Jennifer Weist, Johannes Walter Müller | 1:35    |  |
| 4.             | "Himalaya" (Unplugged Version)                |                                        | 2:32    |  |
| 5.             | "Himalaya" (Das Bo & King Chronic Remix edit) |                                        | 3:31    |  |
| 6.             | "Himalaya" (Nina Queer Remix)                 |                                        | 4:14    |  |
| 7.             | "Himalaya" (Cryptonites Remix)                |                                        | 4:46    |  |
| 8.             | "Himalaya" (Vídeo)                            |                                        | 3:36    |  |
| Duração total: | Duração total:                                | Duração total:                         | 23:24   |  |